# 카야마 미카
카야마 미카(일본어: 佳山三花, 1982년 10월 13일 ~ )는 일본의 전 그라비아 아이돌, 성인 비디오 여배우이다. 아사미 유마와 동시기에 성인 비디오 최초로 3D로 제작된 작품을 촬영했다.

## 경력
2004년에 오다 아리사(小田有紗)라는 예명을 사용해 그라비아 아이돌로 데뷔했다. 그라비아에서 활동할 당시 소속사는 앵커였다. 그해 7월에 다케쇼보에서 이미지 영상 및 사진집 《touch me, baby》가 발매되었으며, 2006년엔 《쿨 디멘션》에 출연하며 영화 배우로서도 진출했다. 이듬해 9월 30일, 아키하바라에서 열린 이벤트까지 출연하고 활동을 중지했으며, 11월 12일 소속사 홈페이지에서 몸 상태가 좋지 않다는 등의 이유로 은퇴함을 공지했다.
2008년 11월 1일, MUTEKI에서 《퍼펙트》란 작품으로 성인 비디오 업계에 데뷔했으며, 이때부터 카야마 미카라는 예명으로 활동하기 시작했다. 이듬해 S1 NO.1 STYLE로 이적해 전속 배우로 활동했다. 2010년 6월, 업계 최초의 3D 작품인 《3D X 카야마 미카》가 발매되었다.
2011년 2월 18일 블로그를 통해 은퇴를 발표했다.

## 같이 보기
- MUTEKI
- S1 NO.1 STYLE
- 그라비아 아이돌
- 성인 비디오 / 여배우
- 아사미 유마